# Andrei Bahdanovitsj
Andrei Bahdanovitsj (Mahiljow, 15 oktober 1987) is een Wit-Russisch kanovaarder.
Bahdanovitsj won samen met zijn broer Aliaksandr in 2008 olympisch goud en vier jaar later zilver.

## Belangrijkste resultaten

### Olympische Zomerspelen
| Editie | Plaats | Resultaten               |
| ------ | ------ | ------------------------ |
| 2004   | Athene | HF C-2 1000m 6e C-2 500m |
| 2008   | Peking | C-2 1000m 4e C-2 500m    |
| 2012   | Londen | C-2 1000m                |

### Wereldkampioenschappen vlakwater
| Jaar | Plaats | Resultaten |
| ---- | ------ | ---------- |
| 2006 | Szeged | C-4 1000 m |
| 2010 | Poznań | C-2 1000 m |
| 2019 | Szeged | C-4 500 m  |

1936: Jan Brzák-Felix & Vladimír Syrovátka ·
1948: Jan Brzák-Felix & Bohumil Kudrna ·
1952: Finn Haunstoft & Bent Peder Rasch ·
1956: Alexe Dumitru & Simion Ismailciuc ·
1960: Leonid Geisjtor & Sergej Makarenko ·
1964: Andrei Chimitsj & Stepan Osjtsjepkov ·
1968: Serghei Covaliov & Ivan Patzaichin ·
1972: Vladislavas Česiūnas & Joeri Lobanov ·
1976: Sergej Petrenko & Aleksandr Vinogradov ·
1980: Ivan Patzaichin & Toma Simionov ·
1984: Ivan Patzaichin & Toma Simionov ·
1988: Nicolae Juravschi & Viktor Reneiski ·
1992: Ulrich Papke & Ingo Spelly ·
1996: Andreas Dittmer & Gunar Kirchbach ·
2000: Florin Popescu & Mitică Pricop ·
2004: Christian Gille & Tomasz Wylenzek ·
2008: Aliaksandr Bahdanovitsj & Andrei Bahdanovitsj ·
2012: Peter Kretschmer & Kurt Kuschela ·
2016: Sebastian Brendel & Jan Vandrey ·
2020: Fernando Jorge & Serguey Torres